# Xã Lyme, Quận Huron, Ohio
Xã Lyme (tiếng Anh: Lyme Township) là một xã thuộc quận Huron, tiểu bang Ohio, Hoa Kỳ. Năm 2010, dân số của xã này là 853 người.